# Franz Eilhard Schulze
Franz Eilhard Schulze, född 22 mars 1840 i Eldena vid Greifswald, död 1 november 1921 i Berlin, var en tysk zoolog.
Schulze blev professor 1865 i Rostock, 1873 i Graz och 1884 i Berlin, en befattning vilken han behöll till 1917. Han gjorde sig särskilt känd för sina många utmärkta undersökningar över svampdjuren. Bland hans övriga arbeten kan nämnas Ueber den Bau und die Entwicklung von Cordylophora lacustris (1871), Über Trichoplax adharens (1891), Hexactinellida (två band, 1887, i "Challenger Report", XXI, ytterligare två band 1904), hans huvudarbete, samt flera arbeten över lungornas byggnad. Han var initiativtagare och huvudredaktör för det stora litterära företaget "Das Tierreich", en samling monografier över de skilda djurgrupperna (del 1-115, 1896-1999).
Schulze var president för Deutschen Zoologischen Gesellschaft 1892-93 och 1898-99. Han blev ledamot av Vetenskapssocieteten i Uppsala 1898, av Fysiografiska sällskapet i Lund 1900 och av svenska Vetenskapsakademien 1909.